# Șahul în Armenia

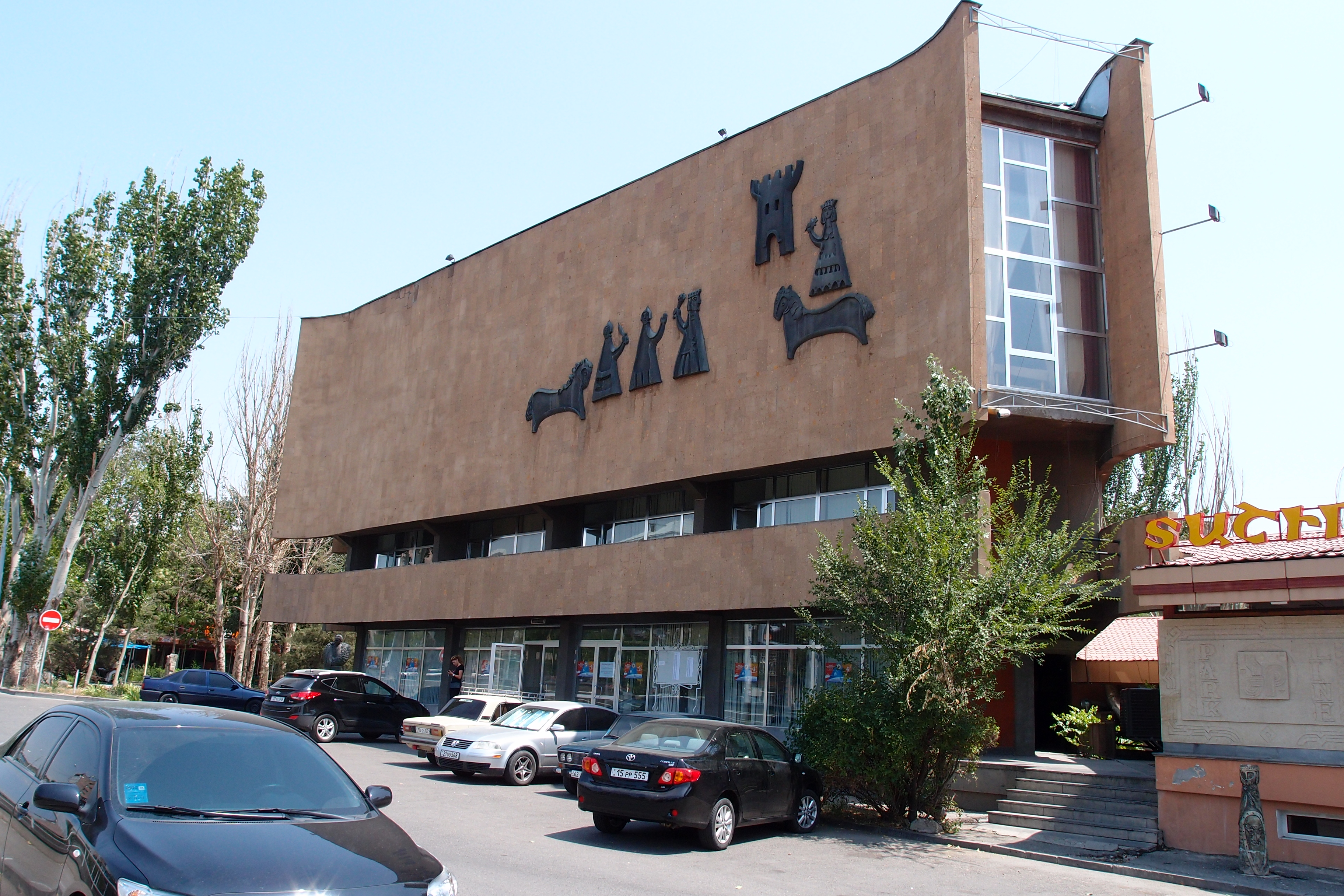
Casa de Șah din Armenia, deschisă în 1970

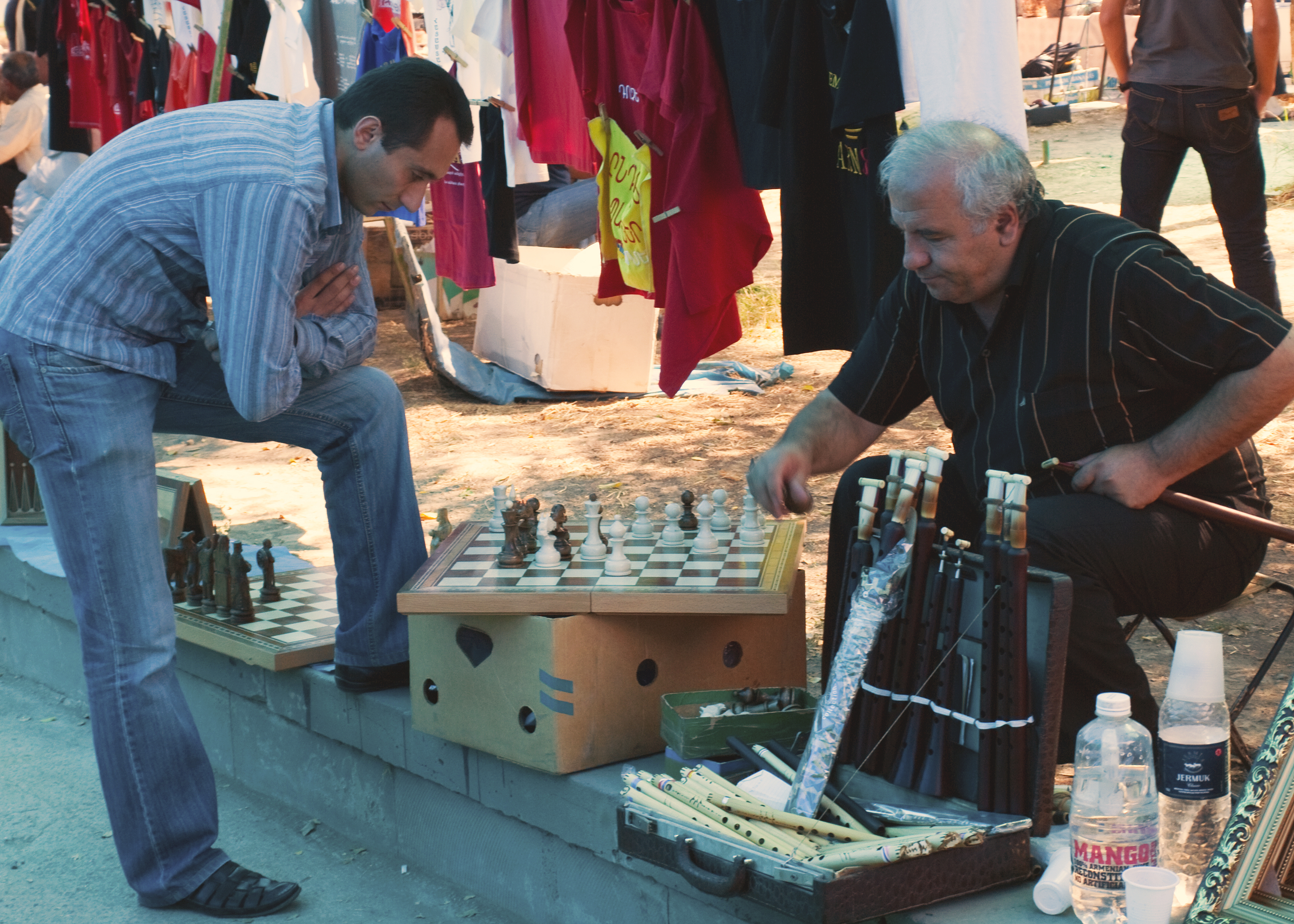
Doi oameni jucând șah la vernisajul de la Erevan

Șahul este jucat în Armenia din Evul Mediu Timpuriu și a fost instituționalizat pe la începutul epocii sovietice. Foarte popular în Armenia de azi, șahul a primit recunoaștere pe scară largă în anii 1960, când marele maestru armean Tigran Petrosian a devenit campion mondial la șah. O țară cu în jur de trei milioane de oameni, Armenia este considerată azi una dintre cele mai puternice națiuni în șah. Se numără printre țările cu cei mai mulți mari maeștri în șah pe cap de locuitor.
De când țara a devenit independentă, echipa de bărbați șahiști ai Armeniei a câștiga Campionatul European de Șah pe Echipe⁠(d) (1999), Campionatul Mondial de Șah pe Echipe⁠(d) (2011) și Olimpiada de Șah (2006, 2008, 2012). Echipa de femei s-a încoronat cu victoria de la Campionatul European din 2003. În februarie 2016, Armenia s-a clasat pe locul șapte în lume la rata jucătorilor de top. Lewon Aronjan, cel mai bun șahist al Armeniei, s-a clasat nr. 2 în lume la clasamentele FIDE⁠(d) și a fost candidat la campion mondial⁠(d) de câteva ori.
Începând cu anul școlar 2011–12, lecțiile de șah au devenit parte a curriculumului în toate școlile publice, astfel Armenia a devenit prima țară din lume unde șahul a devenit obligatoriu în școli.